# Décès en novembre 2011
Décès
- 2007
- 2008
- 2009
- 2010
- 2011
- 2012
- 2013
- 2014
- 2015

Pour une information complémentaire, voir la page d'aide.

## Novembre 2011
| Date         | Nom                                  | Activités | Âge      | Source |
| ------------ | ------------------------------------ | --- | -------- | ------ |
| 1er novembre | Gumaa Al-Shawan (en)                 | Agent de renseignements égyptien. | 74       | (en)   |
| 1er novembre | Cahit Aral (en)                      | Ingénieur et homme politique turc. | 84       | (tr)   |
| 1er novembre | Fanny Edelman                        | Femme politique argentine, présidente du PCA. | 100      |        |
| 1er novembre | Antoine Franceschetti                | Joueur et entraîneur de football français. | 98       |        |
| 1er novembre | André Hodeir                         | Violoniste, compositeur, arrangeur et musicologue français. | 90       |        |
| 1er novembre | Dorothy Howell Rodham (en)           | Femme au foyer américaine, mère de l'actuelle Secrétaire d'État et auparavant sénatrice et Première dame Hillary Rodham Clinton. | 92       | (en)   |
| 1er novembre | Christiane Legrand                   | Chanteuse française. | 81       |        |
| 1er novembre | Héctor Rueda Hernández (en)          | Évêque catholique colombien, archevêque émérite de Medellín. | 90       | (en)   |
| 1er novembre | Ricardo Watty Urquidi (en)           | Évêque catholique américain de Tepic, au Mexique. | 73       | (en)   |
| 2 novembre   | Sickan Carlsson (en)                 | Actrice et chanteuse suédoise. | 96       | (sv)   |
| 2 novembre   | Rijk de Gooyer                       | Acteur néerlandais. | 85       | (nl)   |
| 3 novembre   | Matty Alou                           | Joueur dominicain de baseball. | 72       | (en)   |
| 3 novembre   | Bob Forsch                           | Lanceur américain de baseball. | 61       | (en)   |
| 3 novembre   | Jean-Marc Henchoz                    | Producteur suisse. | 68       |        |
| 3 novembre   | Justo Oscar Laguna (en)              | Évêque argentin catholique émérite de Morón. | 82       | (en)   |
| 3 novembre   | Jean-Marie Roy                       | Architecte québécois. | 86       |        |
| 4 novembre   | Emmanuel de Bethune                  | Bourgmestre belge de Marke (1970-1976) et de Courtrai (1987-1989, 1995-2000). | 81       |        |
| 4 novembre   | Cynthia Myers                        | Modèle et actrice américaine. | 61       | (en)   |
| 4 novembre   | Norman Foster Ramsey                 | Professeur américain, prix Nobel 1989 de physique. | 96       | (en)   |
| 4 novembre   | Guillermo Sáenz                      | Marxiste colombien, alias « Alfonso Cano », chef des FARC. | 63       |        |
| 4 novembre   | Dieudonné Yougbaré                   | Évêque burkinabé catholique émérite de Koupéla. | 94       | (en)   |
| 5 novembre   | Mario Roberto Álvarez                | Architecte argentin. | 97       | (es)   |
| 5 novembre   | Luigi Belloli (en)                   | Évêque italien catholique émérite d'Anagni-Alatri. | 88       | (en)   |
| 5 novembre   | Loulou de la Falaise                 | Créatrice française de bijoux chez Yves Saint Laurent. | 64       |        |
| 6 novembre   | Géza Alföldy                         | Historien hongrois. | 76       | (hu)   |
| 6 novembre   | Gordon Beck                          | Musicien britannique de jazz (pianiste, compositeur). | 75       | (en)   |
| 6 novembre   | Pierre-François Gorse                | Peintre et aquarelliste français. | 65 ou 66 |        |
| 6 novembre   | Hal Kanter                           | Cinéaste américain (scénariste, réalisateur, producteur). | 92       |        |
| 6 novembre   | Mito Loeffler                        | Guitariste de jazz manouche français, alsacien. | 50       |        |
| 6 novembre   | Carl Nyrén                           | Architecte suédois. | 93       | (sv)   |
| 6 novembre   | Luc Simon                            | Peintre français. | 87       |        |
| 7 novembre   | Joe Frazier                          | Boxeur américain. | 67       |        |
| 7 novembre   | Marie Ljalková                       | Tireur d'élite tchécoslovaque de l'armée soviétique, née en Ukraine. | 90       | (en)   |
| 7 novembre   | Lisbeth Movin                        | Actrice danoise. | 94       | (da)   |
| 7 novembre   | Tomás Segovia                        | Poète mexicain d'origine espagnole. | 84       | (es)   |
| 8 novembre   | Oscar Rolando Cantuarias Pastor (en) | Archevêque péruvien catholique émérite de Piura. | 80       | (en)   |
| 8 novembre   | Heavy D                              | Rappeur américain. | 44       |        |
| 8 novembre   | Valentin Ivanov                      | Footballeur soviétique, puis entraîneur russe. | 76       | (ru)   |
| 8 novembre   | Bil Keane                            | Bédéiste américain. | 89       |        |
| 8 novembre   | Ed Macauley                          | Joueur américain de basket-ball. | 83       | (en)   |
| 9 novembre   | Har Gobind Khorana                   | Biologiste moléculaire américain, originaire du Penjab (Inde), co-lauréat du Nobel de physiologie ou médecine 1968. | 89       | (en)   |
| 9 novembre   | Jean-Paul Randriamanana (en)         | Évêque auxiliaire catholique malgache d'Antananarivo. | 61       | (en)   |
| 10 novembre  | David Boyd                           | Artiste peintre australien. | 87       | (en)   |
| 10 novembre  | Ivan Martin Jirous                   | Poète tchèque. | 67       | (en)   |
| 11 novembre  | Francisco Blake Mora                 | Homme politique mexicain. | 45       |        |
| 11 novembre  | Isaac Celnikier                      | Peintre et graveur polonais. | 88       |        |
| 11 novembre  | Domenico Tarcisio Cortese (en)       | Évêque italien catholique émérite de Mileto-Nicotera-Tropea. | 80       | (en)   |
| 11 novembre  | John Francis Donoghue (en)           | Archevêque américain catholique émérite d'Atlanta. | 83       | (en)   |
| 11 novembre  | Charlie Lea                          | Lanceur américain de baseball (Expos de Montréal, 1980-1984, 1987). | 54       |        |
| 11 novembre  | Alice Gillig                         | Cheftaine des Guides de France, résistante française, membre du réseau l’Équipe Pur Sang, militante de La Vie Nouvelle et de l'Union féminine civique et sociale                                                                            | 95       |        |
| 11 novembre  | Geneviève Janssen-Pevtschin          | Membre de la Résistance intérieure belge. | 96       |        |
| 12 novembre  | Hubert Nyssen                        | Écrivain français d'origine belge et fondateur des éditions Actes Sud. | 86       |        |
| 13 novembre  | Bobsam Elejiko                       | Footballeur nigérian. | 30       | (nl)   |
| 13 novembre  | Artemio Lomboy Rillera (en)          | Évêque catholique philippin de San Fernando de La Union. | 69       | (en)   |
| 13 novembre  | Solly Tyibilika                      | Joueur de rugby à XV sud-africain. | 32       |        |
| 14 novembre  | Guy Dejouany                         | Dirigeant d’entreprise français. | 90       |        |
| 14 novembre  | Maurice-Adolphe Gaidon               | Évêque catholique français émérite de Cahors. | 83       |        |
| 14 novembre  | Odile Remik-Adim                     | Diplomate française. | 54       |        |
| 15 novembre  | André-René Latrille                  | Footballeur français. | 89       |        |
| 16 novembre  | Jacobus Duivenvoorde                 | Archevêque néerlandais catholique émérite de Merauke, Indonésie. | 83       | (en)   |
| 16 novembre  | Siegfried Fischer-Fabian             | Historien, journaliste et auteur allemand. | 89       | (de)   |
| 16 novembre  | Janet Woollacott                     | Danseuse française. | 72       |        |
| 16 novembre  | René Morel (en)                      | Luthier français, naturalisé Américain. | 79       |        |
| 16 novembre  | Sybrand van Niekerk                  | Homme politique sud-africain, administrateur du Transvaal (1966-1979). | 97       | (en)   |
| 17 novembre  | Pierre Dumayet                       | Écrivain et journaliste français, scénariste et producteur de télévision (Cinq colonnes à la une, Lecture pour tous…). | 88       |        |
| 17 novembre  | José de Aquino Pereira (en)          | Évêque brésilien catholique émérite de Rio Preto, São Paulo. | 91       | (en)   |
| 17 novembre  | Alexis Pham Van Lôc (en)             | Évêque vietnamien catholique émérite de Kon Tum. | 92       | (en)   |
| 18 novembre  | Sergueï Chepik                       | Peintre russe naturalisé français. | 58       |        |
| 18 novembre  | Walt Hazzard                         | Joueur puis entraîneur américain de basket-ball. | 69       | (en)   |
| 18 novembre  | Dušan Popović                        | Joueur puis entraîneur serbe de water-polo (Or aux Championnats du monde 1991 et d’Europe 1991). | 41       | (sr)   |
| 18 novembre  | Elisabeth Versluys                   | Actrice néerlandaise | 87       |        |
| 19 novembre  | Ömer Lütfi Akad                      | Réalisateur turc. | 95       | (en)   |
| 19 novembre  | Francis Cabot (en)                   | Horticulteur et philanthrope américain, concepteur des Jardins de Quatre-Vents à Cap-à-l'Aigle (La Malbaie), fondateur d'Héritage Charlevoix (1989) et auteur (The Greater Perfection: The Story of the Gardens at Les Quatre Vents, 2001). | 86       |        |
| 19 novembre  | Basil D'Oliveira                     | Joueur sud-africain de cricket, devenu international anglais. | 80       | (en)   |
| 19 novembre  | Russell Garcia                       | Arrangeur et compositeur néozélandais, d'origine américaine. | 95       | (en)   |
| 19 novembre  | John Neville                         | Acteur canadien, d'origine britannique. | 86       |        |
| 19 novembre  | John G. Smale                        | Administrateur américain (PDG de Procter & Gamble 1981 et 1990, de General Motors 1992-1995), né Canadien. | 84       |        |
| 20 novembre  | Fabio Betancur Tirado (es)           | Archevêque colombien catholique émérite de Manizales. | 71       | (en)   |
| 20 novembre  | Robert Party                         | Acteur français. | 87       |        |
| 20 novembre  | Carl Aage Præst                      | Footballeur danois (Bronze aux JO de 1948). | 89       | (da)   |
| 20 novembre  | Sergio Scaglietti                    | Carrossier italien (Carrozzeria Scaglietti, 1951). | 91       |        |
| 21 novembre  | Salah Cherki                         | Mâalem (maître) marocain de la musique arabo-andalouse. | 87 ou 88 |        |
| 21 novembre  | Greg Halman                          | Joueur néerlandais de baseball, rattaché aux Mariners de Seattle. | 24       |        |
| 21 novembre  | John Peter Jukes (en)                | Évêque auxiliaire britannique catholique émérite de Southwark. | 88       | (en)   |
| 21 novembre  | Anne McCaffrey                       | Auteure américano-irlandaise de science-fiction. | 85       | (en)   |
| 22 novembre  | Svetlana Allilouïeva                 | Transfuge soviétique, naturalisée Américaine, fille de Joseph Staline. | 85       |        |
| 22 novembre  | Sena Jurinac                         | Chanteuse lyrique autrichienne. | 90       |        |
| 22 novembre  | Georg Kreisler                       | Musicien austro-américain, auteur-compositeur-interprète satirique et acteur de cabaret. | 89       | (de)   |
| 22 novembre  | Élisabeth de Luxembourg              | Princesse luxembourgeoise, fille de la grande-duchesse Charlotte. | 88       |        |
| 22 novembre  | Lynn Margulis                        | Microbiologiste américaine (Théorie endosymbiotique, sur l'origine d'organites des eucaryotes; contribution à l'Hypothèse Gaïa). | 73       | (en)   |
| 22 novembre  | Danielle Mitterrand                  | Présidente-fondatrice de France Libertés - Fondation Danielle-Mitterrand et veuve du 21e président de la République française, François Mitterrand, « Première dame de France » du 21 mai 1981 au 16 mai 1995.                              | 87       |        |
| 22 novembre  | Paul Motian                          | Batteur et percussionniste américain de jazz. | 80       |        |
| 22 novembre  | Hans Reichel                         | Guitariste et violoniste allemand, concepteur d'instruments. | 62       | (de)   |
| 22 novembre  | Kristian Schultze                    | Musicien, compositeur, clavieriste et producteur allemand. | 66       | (en)   |
| 23 novembre  | Montserrat Figueras                  | Chanteuse lyrique espagnole d'origine catalane. | 69       | (es)   |
| 23 novembre  | Henry Øberg                          | Arbitre norvégien de football (années 1960-1970). | 80       | (no)   |
| 23 novembre  | Achta Toné Gossingar                 | Militante des droits des femmes et personnalité politique du Tchad | ?        |        |
| 24 novembre  | Antonio Domingo Bussi                | Militaire argentin. | 85       | (es)   |
| 24 novembre  | Salvatore Montagna                   | Mafioso montréalais de la Famille Bonanno et successeur potentiel de Nicolo Rizzuto. | 40       |        |
| 25 novembre  | Vassili Alexeiev                     | Haltérophile soviétique (Or aux JO de 1972 et de 1976, catégorie plus de 110 kg). | 69       |        |
| 25 novembre  | Milla Baldo Ceolin                   | Physicienne italienne. | 87       |        |
| 25 novembre  | Antoine Humblet                      | Entrepreneur et homme politique belge. | 88       |        |
| 25 novembre  | Coco Robicheaux                      | Musicien américain de blues. | 64       |        |
| 26 novembre  | Ron Lyle                             | Boxeur américain, catégorie des poids lourds. | 70       | (en)   |
| 26 novembre  | Iván Menczel                         | Footballeur hongrois (Or aux JO de 1968). | 69       | (hu)   |
| 26 novembre  | Odumegwu Ojukwu                      | Militaire, historien et homme politique nigerian sécessionniste, ayant proclamé l'indépendance du Biafra (1967), y entraînant une guerre civile (1967-1970).                                                                                | 78       | (en)   |
| 27 novembre  | Keef Hartley                         | Batteur britannique, leader de groupe (Storm and the Hurricanes, Bluesbreakers). | 67       | (en)   |
| 27 novembre  | Sultan Khan                          | Musicien indien, chanteur et joueur de sarangi (vièle hindoustanie). | 71       | (en)   |
| 27 novembre  | Ken Russell                          | Réalisateur britannique, aussi scénariste, acteur, producteur, monteur et directeur de la photographie. | 84       |        |
| 27 novembre  | Eugenia Sacerdote de Lustig          | Oncologue argentine | 101      |        |
| 27 novembre  | Gary Speed                           | Footballeur et entraîneur gallois. | 42       |        |
| 28 novembre  | Aruwa Ameh                           | Footballeur nigérian | 20       |        |
| 28 novembre  | Henry Bulawko                        | Journaliste, historien, écrivain français, traducteur du yiddish au français, président de l'Union des déportés d'Auschwitz. | 93       |        |
| 28 novembre  | Vittorio De Seta                     | Réalisateur et scénariste italien. | 88       | (it)   |
| 28 novembre  | El Hadi Khediri                      | Homme politique algérien. | 76       |        |
| 28 novembre  | Ante Marković                        | Homme politique croate, dernier Premier ministre yougoslave (1989-1991). | 87       |        |
| 28 novembre  | Thomas Roady                         | Musicien américain (percussion, country, bluegrass). | 62       | (en)   |
| 29 novembre  | Annetto Depasquale (en)              | Évêque auxiliaire maltais catholique de Malte. | 73       | (en)   |
| 29 novembre  | Donatus Djagom                       | Archevêque indonésien catholique émérite de Ende. | 92       | (en)   |
| 29 novembre  | Pierre Rolland                       | Musicien québécois, hautboïste, cor anglais à l'OSM (1961-1984), professeur à l'UM et animateur à la Société Radio-Canada, chroniqueur au Devoir.                                                                                           | 80       |        |
| 30 novembre  | Chester McGlockton                   | Footballeur américain. | 42       | (en)   |
| 30 novembre  | Zdeněk Miler                         | Bédéiste tchèque (Taupek, la petite taupe). | 90       | (en)   |
| 30 novembre  | Diego Puerta                         | Matador espagnol. | 70       | (es)   |
| 30 novembre  | Carl Robie                           | Nageur américain (nage papillon : Argent aux JO de 1964, Or à ceux de 1968). | 66       | (en)   |
| 30 novembre  | Leka Zogu                            | Prétendant au trône d'Albanie (Leka 1er), depuis le 9 avril 1961. | 72       |        |